# Massimo Serato
Massimo Serato (szül. Giuseppe Segato) (Oderzo, 1916. május 31. – Róma, 1989. december 22.) olasz filmszínész. Pályája egyedinek mondható, mivel negyven éven mindvégig a csúcson volt.

## Élete és munkája
Velence közelében született, velencei nyelvű családban. Az egyetemen a filmszakon tanult, karrierjét azonban színpadon kezdte, ahol megismerte Anna Magnani színésznőt. Miután Magniani elvált Goffredo Alessandrini rendezőtől, egybekeltek 1942-ben, és egy fiuk született, Luca.
Serato az 1940-es évek elején debütált tv-filmben. Első szerepétől kezdve a főleg a romantikus irodalomban megformált karakterekhez kezdett specializálódni. Ez nagyon megmutatkozik a Piccolo Mondo Antico c. 1941-es filmen, amelyet Mario Soldati készített. Alberto Lattuada Giacomo l'idealista című 1942-es alkotásában egy naiv és előretörő idealistát játszott. Ugyanebben az évben készült A hetedik pecsét (I sette peccati) c. filmben Ladislao Kisht alakította, aki valóságos személy volt, és 1904-ben született Debrecenben. 
Az 1944-ben forgatott a Sorelle Materassi-ban. Az 1946-os Botcsinálta sikkasztóban kifejezetten vígjátéki szerep jutott neki.
Serato igazán sokoldalú tehetségként a második világháború után mutatkozott meg. A neorealista jellegű Il sole sorge ancora egy náci tisztviselőt játszik, míg a tragikus hangvételű Febbre di vivere filmben egy cinikus és amorális üzletembert.
Az 1950-es évektől kezdve több különböző műfajban próbálta ki magát, így mitológiai filmekben, így például az El Cid-ben, A spártai gladiátorok-ban, vagy a Herkules szerelmében, spagettiwesternekben, mint az Arany a prérin, vagy giallókban. Modellt vállalt ugyanakkor fényképregényekben is, ahol egyébként más olasz hírességek, így Franco Nero is megfordultak.

## További információ
- Massimo Serato a PORT.hu-n (magyarul)
- Massimo Serato az Internetes Szinkronadatbázisban (magyarul)
- Massimo Serato az Internet Movie Database-ben (angolul)
- Massimo Serato a Rotten Tomatoeson (angolul)